# Episodi di Doc - Nelle tue mani (seconda stagione)
La seconda stagione della serie televisiva Doc - Nelle tue mani, composta da 16 episodi, è stata trasmessa in prima visione su Rai 1 dal 13 gennaio 2022 al 17 marzo 2022. Il primo episodio è stato pubblicato in anteprima su RaiPlay l'11 gennaio 2022.
| nº | Titolo                    | Prima TV         |
| -- | ------------------------- | ---------------- |
| 1  | Una vita nuova            | 13 gennaio 2022  |
| 2  | La guerra è finita        | 13 gennaio 2022  |
| 3  | Sfide                     | 20 gennaio 2022  |
| 4  | Quello che sei            | 20 gennaio 2022  |
| 5  | L'attenzione              | 27 gennaio 2022  |
| 6  | Il gusto di vivere        | 27 gennaio 2022  |
| 7  | Fare una scelta           | 10 febbraio 2022 |
| 8  | Cane blu                  | 10 febbraio 2022 |
| 9  | Streghe                   | 17 febbraio 2022 |
| 10 | Padri                     | 17 febbraio 2022 |
| 11 | Ragioni e conseguenze     | 3 marzo 2022     |
| 12 | Gold standard             | 3 marzo 2022     |
| 13 | Così lontani, così vicini | 10 marzo 2022    |
| 14 | Senza nome                | 10 marzo 2022    |
| 15 | Stigma                    | 17 marzo 2022    |
| 16 | Mutazioni                 | 17 marzo 2022    |

## Una vita nuova
Febbraio 2020: Giulia è in procinto di concludere la sua esperienza al Policlinico Ambrosiano e di trasferirsi a Genova. Ancora ferita dalla rottura con Andrea, scopre di essere rimasta incinta dopo la notte passata con Lorenzo nella prima stagione, venendo quindi spinta da questo evento a riflettere meglio sui suoi sentimenti per lui: dopo aver definitivamente messo una pietra sopra alla storia con Doc, si rende conto che anche per lei Lazzarini, forse, è sempre stato molto più di un caro amico e fidato collega, decidendo di dare una possibilità alla loro storia. Anche Lorenzo, da sempre innamorato di lei, accetta di iniziare una nuova vita con Giulia e il bambino. In ospedale arriva la dottoressa Cecilia Tedeschi, una rinomata infettivologa ed ex compagna ai tempi della università di Andrea e Agnese, che aiuta lo staff della medicina a curare una giovane designer di abiti da sposa, contagiata da una misteriosa malattia. Gabriel, che è sempre convinto a voler tornare in Etiopia, riceve una inaspettata proposta da parte di Elisa. La ragazza infatti propone di fare una specializzazione in malattie tropicali, per poi al termine di essa raggiungerlo in Africa. Gabriel, però, pensando che Elisa non sarà felice laggiù, declina la proposta e ciò causerà la loro rottura definitiva. Carolina invece si laurea in medicina. Andrea, per paura di perdere la sua squadra, cerca in tutti i modi più o meno goffi di convincere il suo staff a rimanere al Policlinico, ma ogni tentativo si rivela vano e infine Doc accetta la triste realtà e organizza, sul terrazzo dell'ospedale, un rinfresco per salutare la sua squadra. Nel frattempo, però, un nuovo coronavirus che sta causando un'epidemia nella Cina continentale arriva anche a Milano a sconvolgere i piani di tutti. Giulia ha un malore, e viene immediatamente ricoverata in reparto, e Andrea riconosce i sintomi come quelli del COVID-19, il virus cinese. La Giordano, quindi, è la prima contagiata del reparto, e l'ospedale attua immediatamente tutte le precauzioni, ma ormai è già troppo tardi. Il virus è già arrivato. Lorenzo scopre di avere la febbre, ed Elisa gli fa un certificato per la malattia, ma Lazzarini rifiuta e continua a lavorare.
- Altri interpreti: Gianmarco Saurino (Lorenzo Lazzarini), Massimo Rigo (Umberto Caruso), Simone Gandolfo (Davide), Karun Grasso (Leonardo Rovati), Alessia Giangiuliani (Costanza), Naike Silipo (Daria), Lucia Lorè (Agata), Paola De Crescenzo (lavoratrice dei servizi sociali), Virgilio Mongelli (Manuel).
- Ascolti: telespettatori 7 301 000 – share 29,2%[2]

## La guerra è finita
Sono passati molti mesi dai fatti accaduti nel precedente episodio. La pandemia di COVID-19 che ha sconvolto il mondo intero finalmente è finita e il Policlinico Ambrosiano torna alla normalità, riprendendo la sua normale attività ospedaliera come in epoca pre-pandemia. Il reparto di medicina interna, dopo essere stato sanificato, viene così riaperto, ma nell'aria si sente la mancanza di qualcuno: Lorenzo non c'è più a causa del COVID-19, che l'ha ucciso nel marzo del 2020. Andrea, invece, ha deciso di lasciare il reparto per dedicarsi a fare check-up gratuiti per la popolazione all'esterno, saltuariamente aiutato da Riccardo. Il reparto, però, dopo i fatti accaduti nel finale della prima stagione si trova senza primario. Agnese decide così di affidare il primariato alla dottoressa Cecilia Tedeschi, diventata "famosa" a causa della pandemia e perciò capace di racimolare fondi e sovvenzioni. Cecilia però persegue metodi medici altamente disumanizzanti e, per questo, inaccettabili per la squadra di Doc. Dopo un apparente attacco isterico durante un incidente stradale, Giacomo, un soccorritore del 118, viene ricoverato in ospedale, primo caso sotto la direzione della nuova primaria. La morte di Lorenzo causa preoccupazione e un'angosciante tristezza in tutti in reparto, mentre un'inchiesta, aperta dai vertici dell'ospedale per far luce su quanto accaduto durante la pandemia a causa dell'elevato numero di morti tra il personale sanitario e i pazienti, minaccia di svelare che era proprio Lazzarini il paziente zero dell'ospedale, seppur inconsapevole, consentendo così di accusarlo di negligenza per aver portato il virus in ospedale: Andrea e gli altri, che conoscevano la verità e l'hanno sottaciuta e quindi potrebbero essere accusati a loro volta, non possono assolutamente permettere che la memoria del loro caro amico e collega venga infangata in quel modo per trovare un capro espiatorio, perciò inizia una corsa contro il tempo per distruggere eventuali prove. Al centro della bufera c'è anche Agnese, che, invece, potrebbe essere ritenuta responsabile, in quanto direttrice sanitaria, di non aver attrezzato adeguatamente l'ospedale in previsione dell'emergenza. Intanto, Gabriel è ancora intenzionato a lasciare l'Italia e si scopre, inoltre, che Giulia, oltre a Lorenzo, ha perso anche il figlio che aspettava ed è sempre più decisa a partire per Genova a inchiesta finita per lasciarsi alle spalle il dolore che le causa rimanere al Policlinico. In reparto arriva anche Damiano Cesconi, nuovo medico strutturato che sostituirà Lorenzo e, proprio per questo, accolto con molta freddezza e diffidenza da tutti, soprattutto Giulia. Doc, vista la situazione drammatica, capisce di dover fare qualcosa, perciò decide di tornare in ospedale, chiede di essere riabilitato come medico titolare e di riavere il primariato per tentare di salvare le sorti del reparto e di Agnese e la memoria di Lorenzo, ma, intanto, ha un incubo in cui sogna di soffocarlo fino a ucciderlo, nonostante non si capisca se è solo un sogno o se ci sia qualcosa di vero.
- Guest star: Giacomo Poretti (Giacomo).
- Altri interpreti: Gianmarco Saurino (Lorenzo Lazzarini), Massimo Rigo (Umberto Caruso), Lorenzo Frediani (Massimo Gentile), Stefania Felicioli (moglie di Giacomo), Alice Zanini (Ila, figlia di Giacomo), Massimiliano Setti (marito di Ludovica), Igor Chierici (amico di Massimo), Alice De Carlo (Susanna Lazzarini), Massimo Ciccotti (Alessandro Moretti), Guido Roncalli (dottor Novi), Alessia Giangiuliani (Costanza)
- Ascolti: telespettatori 6 804 000 – share 32%[2]

## Sfide
In reparto viene ricoverato Carmine, un uomo obeso e affetto da diabete mellito di tipo 2, andato in chetoacidosi diabetica dopo aver mangiato di nascosto una torta fatta dalla moglie per festeggiare il suo compleanno, incurante della sua patologia. Carmine in passato era un tossicodipendente, e ha conosciuto la moglie Alessia in una comunità di recupero e grazie a essa è riuscito a sconfiggere la dipendenza dalle droghe, anche se non completamente. Egli infatti ha trasferito la sua dipendenza dalle droghe al cibo, diventando, nel corso degli anni, prima obeso e poi diabetico, e, nonostante la moglie lo avverta sistematicamente delle sue precarie condizioni da salute, non riesce a smettere di mangiare e ciò causerà negli anni vari ricoveri per chetoacidosi diabetica. Andrea riuscirà, conquistando la fiducia di Carmine, a convincerlo a cambiare vita e a vincere la sua "sfida" contro la malattia, e infine su consiglio di Cesconi, verrà fissato un intervento di by-pass gastrico che permetterà a Carmine di dimagrire e sconfiggere il diabete, a patto però che egli segua una dieta ferrea. Nel frattempo, l'inchiesta sulla gestione della pandemia di COVID-19 all'interno del Policlinico, condotta da Caruso e con la partecipazione della Tedeschi, entra nel vivo: Agnese è sollevata dall'incarico di direttore sanitario e torna in corsia come medico strutturato nel suo reparto di origine, quello di Enrico, ossia neuropsichiatria, e tutto il personale della medicina interna viene a rotazione interrogato dai due. Durante l'interrogatorio del personale, tramite vari flashback, viene mostrato ciò che è realmente successo durante i primi giorni della pandemia. Il reparto di medicina interna, per affrontare l'emergenza, è stato convertito in un reparto solo COVID e il personale protetto dai dispositivi di protezione individuali lotta contro un numero impressionante di pazienti ricoverati. Giulia, risultata positiva al virus (dopo i fatti accaduti nel primo episodio), è ricoverata in gravi condizioni in terapia intensiva, intubata e, sempre sorvegliata da Andrea e Lorenzo, mostra timidi segnali di ripresa, ma purtroppo ha perso il bambino che portava in grembo. Nel frattempo, il materiale sanitario e i posti letto di degenza iniziano a scarseggiare e Lazzarini ha un'animata discussione con Doc circa la possibilità di iniziare a "razionalizzarne" l'uso, dando a parità di condizione clinica priorità ai pazienti più giovani, che hanno quindi maggiori possibilità di sopravvivenza, come previsto dal protocollo della medicina delle catastrofi, mentre Andrea è assolutamente contrario e restio all'idea di dover scegliere chi curare. Andrea nota che Lorenzo è febbricitante e lo manda a fare un tampone che dà risultato positivo. Lazzarini ha il COVID-19 e Doc lo manda subito a casa assumendo l'ingrato compito di coordinare il reparto, essendo il medico più anziano in assenza di Lorenzo e Giulia e non essendoci un primario dopo l'arresto di Sardoni. Inoltre, Lorenzo, messo alle strette da Doc, ammette di aver lavorato in reparto per tre giorni pur sapendo di avere la febbre, e si domanda se allora può essere stato lui a contagiare la Giordano e non viceversa, come si pensava. Anche la dottoressa Fabrizia Martelli, primaria di chirurgia e madre di Alba, è positiva al virus e si trova a casa in isolamento fiduciario. La figlia, andando a farle visita, commette però l'errore di toccarsi gli occhi senza prima togliere i guanti e quindi, per evitare di essersi involontariamente contagiata, si autoisola a casa della madre, e questa circostanza permetterà finalmente alle due donne di riconciliarsi, allontanare i dissapori e fare pace. Le condizioni della Martelli peggiorano sempre di più e, iniziando ad accusare un distress respiratorio, Alba chiama un'ambulanza per farla ricoverare, ma purtroppo arriva in reparto già in fin di vita e muore poco dopo. Al Policlinico arriva anche Carolina, che dopo essersi laureata è già stata abilitata alla professione di medico senza l'esame di Stato, così come previsto dal governo per far fronte all'emergenza. La ragazza viene assegnata per l'emergenza proprio al reparto di medicina interna e subito viene presa sotto la sua "ala" da Riccardo. Tornati al presente, Andrea incontra Caruso, comunicandogli la decisione di voler tornare a essere primario, e l'avvocato lo avverte che per poter riuscire dovrà prima superare una serie di "test" e se li fallirà non potrà più essere un medico. Andrea quindi diventa titubante all'idea, anche dopo i consigli di Giulia ed Enrico, ma dopo aver scoperto le reali intenzioni della Tedeschi, ossia quello di convertire il reparto di medicina interna in uno di infettivologia, accetta le condizioni dettate da Caruso e inizia così la sua sfida per tornare a essere primario. 
- Altri interpreti: Gianmarco Saurino (Lorenzo Lazzarini), Giuseppe Gandini (Carmine Moggi), Caterina Valente (Alessia Moggi), Pia Lanciotti (Fabrizia Martelli), Massimo Rigo (Umberto Caruso), Lorenzo Frediani (Massimo Gentile), Alessia Giangiuliani (Costanza), Elisa Carucci (Elisa), Federica Baù (Bea Moggi), Virgilio Mongelli (Manuel)
- Ascolti Italia: telespettatori 7 006 000 – share 28,6%[3]

## Quello che sei
Ludovico, un ragazzo di 18 anni promessa del tennis, che ha recentemente vinto il torneo di Wimbledon nella categoria Juniores, mentre si sta allenando, avverte improvvisamente dei forti dolori alle mani e viene ricoverato al Policlinico Ambrosiano. All'inizio si pensa si tratti semplicemente di problemi psicosomatici, dal momento che Ludovico vive costantemente sotto stress. La madre riferisce ai medici che questi disturbi sono iniziati subito dopo la vittoria a Wimbledon e che il ragazzo viene già seguito da uno psicologo interno alla squadra. Andrea però non crede che si tratti solo di stress, e, dopo avergli provocato accidentalmente un ictus giocando con lui a tennis sul terrazzo dell'ospedale, intuisce che dietro ai problemi di salute c'è in realtà una causa organica, la malattia di Fabry, non guaribile ma curabile, che però non permette a Ludovico di continuare a praticare sport. Elisa, a causa dei problemi amorosi con Massimo, diventa scontrosa e inizia a trattare male i giovani specializzandi, in particolare Carolina, soprattutto durante la visita a una giovane paziente con dolore toracico. La figlia di Doc è ancora all'oscuro che il padre vuole tornare a essere primario, e, una volta scoperto, con la paura che Andrea possa tornare a essere il medico arrogante e cinico che era prima dell'amnesia, minaccia di andarsene dal reparto, salvo poi riappacificarsi con lui. Nel frattempo, Enrico fa avere di nascosto ad Andrea le domande del suo primo test per la corsa al primariato, avvertendolo però che, seppur vero che non c'è una vera e propria risposta giusta o sbagliata, essendo solo un test psicoattitudinale, la direzione sanitaria si aspetta che Andrea risponda non come "Doc", ma da vero primario. Caruso, tentando una "imboscata" a Doc, gli organizza di sorpresa il test, che avviene con la presenza di Lucia Ferrari, la nuova psicologa del Policlinico, ma Andrea, essendosi preventivamente preparato, non cade nel tranello di Caruso e riesce a superare a pieni voti il test, con grande gioia di Enrico e Agnese e grande delusione dello stesso Caruso che, parlando con un personaggio misterioso nel proprio studio, dichiara che troverà un modo per impedire a Fanti di tornare a essere primario. Damiano riferisce a Giulia di aver lavorato prima a Roma e che a causa della pandemia di COVID-19 ha deciso di "scappare" a Milano.  Nell'atrio dell'ospedale dà poi il suo numero a Giulia, facendole intendere che vorrebbe uscire con lei. Quest'ultima è però ancora profondamente segnata dalla tragedia che l'ha colpita, e quindi molto schiva. Doc ha ancora vari incubi, dove sogna di uccidere Lorenzo, chiudendogli di proposito la bombola di ossigeno, mandandolo in asfissia. Nel finale, si scopre che, durante la pandemia, Enrico e Teresa hanno intrecciato una relazione. 
- Altri interpreti: Gianmarco Saurino (Lorenzo Lazzarini), Massimo Rigo (Umberto Caruso), Lorenzo Frediani (Massimo Gentile), Giorgia Cardaci (madre di Ludovico), Selene Gandini (paziente), Andrea Savorelli (Ludovico), Igor Chierici (amico di Massimo), Davide Semilia (Guglielmo Gorielli), Luca Seta (allenatore di tennis)
- Ascolti: telespettatori 6 422 000 – share 33%[3]

## L'attenzione
Anna, una giovane avvocatessa, che si reca in Tribunale accompagnata dalla figlia Gaia, viene fermata dalla vigilanza in quanto il metaldetector ha segnalato la presenza di alcuni metalli all'altezza dell'addome e, mentre sta per essere arrestata in quanto sospettata di avere una bomba legata alla vita, ha un malore e viene ricoverata al Policlinico. Effettuata una lavanda gastrica, all'interno dello stomaco di Anna vengono rinvenute delle graffette: subito Cecilia pensa che soffra di un disturbo di natura psichiatrica e chiama Agnese per un consulto che conferma il problema. Andrea però non è d'accordo e pensa che in realtà Anna soffra di un reale problema organico e non psichiatrico, che spiegherebbe la forte anemia che colpisce la giovane, ma nonostante ripetuti esami non emerge nulla di anormale e Giulia autorizza la sua dimissione con la diagnosi di un disturbo psichiatrico, che comporterebbe l'allontanamento di Gaia da Anna. Doc però convince Giulia ad autorizzare un ultimissimo esame, che consiste nell'iniettare nel sangue del ferro radioattivo, e, osservando il suo percorso nell'organismo di Anna, potrebbe consentire ai medici di riuscire a capire il problema. L'esame mostra che il sangue di Anna ha vari e improvvisi "sbalzi" di emoglobina, e Andrea, riconoscendo l'esito e associandolo a un disturbo di cui ha sofferto in passato Carolina, riesce a trovare la vera causa del problema: si tratta della sindrome di Münchhausen, ossia che la giovane si provoca da sola vari problemi di salute con il solo scopo di essere ricoverata in ospedale e poter quindi approfittare della vicinanza dei famigliari. Nel frattempo, Damiano e Gabriel seguono il caso di un allevatore di bovini, originario di un paese indiano, che viene ricoverato per una paralisi alla gamba destra. L'allevatore confessa ai medici di stare progettando un viaggio in India insieme al figlio, nato e cresciuto in Italia, per poter far scoprire a quest'ultimo le sue origini. Purtroppo però la diagnosi è infausta, l'allevatore infatti è colpito dalla febbre del Nilo occidentale, malattia inguaribile, e muore nel giro di poche ore. Carolina, sempre più preoccupata per il fatto che il padre voglia tornare a essere primario, e attratta dal primario di chirurgia Valenti, chiede a quest'ultimo di poter abbandonare medicina interna e di passare nel suo reparto. Edoardo, inizialmente restio all'idea, però accetta e propone a Carolina una iniziale collaborazione a turni alterni, alternando mezza giornata a chirurgia e mezza a medicina interna, a patto però che lei parli al padre della sua richiesta di cambiare specializzazione. Si scopre anche che Carolina è preoccupata per qualcosa che è successo nel reparto durante la pandemia con protagonista Lorenzo, infatti lei ha delle visioni di Lazzarini che le dice di non preoccuparsi per lui e di andare dagli altri. Caruso, informato dalla Tedeschi di alcuni errori commessi da Andrea con Anna, chiede a Doc di ritirare la propria candidatura per tornare a essere primario, confermandogli che se lo facesse potrebbe lo stesso continuare a essere un medico con limitazioni, ma per tutta risposta Andrea rifiuta ed esce fiero dalla stanza.
- Altri interpreti: Gianmarco Saurino (Lorenzo Lazzarini), Massimo Rigo (Umberto Caruso), Giulia Briata (Anna), Virginia Bocelli (Gaia), Iacopo Ricciotti (Walter), Rishad Noorani (Danesh), Adele Piras (amica di Carolina), Kelum Giordano (Sandeep Danesh), Alessia Giangiuliani (Costanza), Patrizia La Fonte (signora Guidi)
- Ascolti: telespettatori 6 712 000 – share 27,3%[4]

## Il gusto di vivere
In reparto viene ricoverato Antonio, un ragazzo di 20 anni, che durante un rapporto sessuale ha iniziato a manifestare del rash cutaneo molto esteso. Il ragazzo è affetto da PKU, una malattia genetica, che lo costringe a una dieta ferrea povera di carne e altri alimenti comuni, sostituiti da frutta, verdura e integratori alimentari. Antonio, pur sapendo di correre dei gravi rischi, la sera precedente ammette ai medici di aver mangiato della carne, e ciò potrebbe aver causato i suoi problemi. Ma Andrea intuisce che c'è dell'altro, e infatti al ragazzo viene trovata una puntura di zecca, che ha causato i veri sintomi. Carolina giunge in ospedale, accompagnata da Valenti, e ciò causa una reazione di gelosia in Andrea che aggredisce Edoardo. Nel frattempo, ha inizio il secondo test per la corsa al primariato di Andrea: la dottoressa Ferrari dichiara Andrea non idoneo a svolgere la funzione di medico. Sembra la fine per la carriera di Andrea, ma Valente interviene dicendo che Andrea è un bravo medico e deve continuare ad esercitare.
Gabriel ed Elisa seguono il difficile caso di uno chef stellato un po’ troppo aggressivo, che diventa l’occasione per affrontare il loro passato insieme. Iniziano una terapia di coppia che li aiuta a riappacificarsi.
Sentendosi esclusa dal gruppo, Alba accetta un compito molto particolare da Cecilia e Riccardo si accorge che rischia di perderla.
Valente, che fa uso di sostanze stupefacenti, e Carolina iniziano una relazione.
- Altri interpreti: Simone Gandolfo (Davide), Massimo Rigo (Umberto Caruso), Lorenzo Frediani (Massimo Gentile), Mario Pirrello (chef Gualtieri), Andrea Germani (sous chef Maurizio), Lisa Galantini (madre di Antonio), Gianluigi Fogacci (padre di Antonio), Claudio Righini (Antonio), Giordana Faggiano (Valentina), Alessia Giangiuliani (Costanza), Virgilio Mongelli (Manuel)
- Ascolti: telespettatori 6 160 000 – share 29,90%[4]

## Fare una scelta
Andrea incontra Silvia, una neomamma appena dimessa che era stata specializzanda in medicina interna, ora medico specializzato in gastroentereologia. Silvia, che in passato ha avuto una relazione con Enrico nonostante fosse sposata, viene ricoverata e durante una tac ha delle convulsioni. Giulia sostiene sia un problema neurologico e chiede alla Giordano di occuparsene.
Intenta a provare ad allattare il piccolo Carlo, Silvia si accorge che il bambino ha la febbre molto alta.
Intanto Andrea svolge ulteriori test per la corsa al primariato, quando si rifiuta di rispondere ad una domanda Caruso dichiara negativo l'esito del test. Valente e la Ferrari si oppongono e ottengono di riproporre il test dopo 24 ore.
Intanto Elisa, Alba e  si occupa di una signora che sembra avere problemi ad una valvola al cuore che va sostituita, ma non vuole affrontare l'intervento a cuore aperto che la aspetta. Chiede di chiamare il proprio parroco per l'estrema unzione.
Teresa chiede ad Enrico di andare a vivere a casa sua.
Durante una serata tra colleghi, Riccardo scopre la dipendenza di Valente.
Carolina confessa a suo padre la relazione con Valente e per questo non passerà più a chirurgia, rimanendo una specializzanda a medicina interna.
Andrea chiede ad Enrico se per caso Silvia non abbia fatto troppo uso di calmanti: durante una visita alla paziente Enrico scopre che l'ipotesi di Andrea era vere e che Silvia ha interrotto una gravidanza quando avevano una relazione, senza che lui sapesse nulla. 
- Special guest star: Pierdante Piccioni (psichiatra).
- Altri interpreti: Gianmarco Saurino (Lorenzo Lazzarini), Daniela Virgilio (Silvia Agostini), Simone Gandolfo (Davide), Massimo Rigo (Umberto Caruso), Lorenzo Frediani (Massimo Gentile), Igor Chierici (amico di Massimo), Ivan Aloviso (Luca), Marina Zanchi (Adelina, amica di Maria), Davide Semilia (Guglielmo Gorielli), Virgilio Mongelli (Manuel), Angela Pagano (Maria Rosaria)
- Ascolti: telespettatori 6 554 000 – share 26,30%[5].

## Cane blu
La puntata è un intero flashback ambientato a Marzo 2020, in piena prima ondata e in pieno lockdown. Il COVID-19 è ormai prepotentemente arrivato anche in Italia e a Milano, al Policlinico Ambrosiano molti reparti ordinari sono stati convertiti in reparti solo COVID e le normali attività diagnostiche e terapeutiche dell'ospedale sono state sospese per affrontare l'emergenza. Andrea e la sua squadra sono decimati a causa di svariati casi di positività (tra cui Lorenzo, Giulia e Alba) e lavorano allo stremo delle loro forze, con turni massacranti anche di 24 ore consecutive, per sconfiggere il virus, ma il numero di pazienti ricoverati continua ad aumentare e travolge il reparto, mentre il materiale sanitario, in particolare le bombole di ossigeno e i caschi C-PAP, iniziano a scarseggiare, costringendo i medici a razionalizzarne l'uso applicando il protocollo della medicina della catastrofi. Giulia, dopo essere guarita dalla COVID-19 e aver perso il bambino avuto da Lorenzo, torna in reparto, fino ad allora coordinato da Andrea e per questo con grande sollievo da parte di quest'ultimo, e ne assume la guida per via della mancanza di un primario ed essendo il medico di grado più alto. Nel frattempo, vengono invece ricoverati e intubati anche lo stesso Lorenzo per distress respiratorio e Natzinet, la promessa sposa etiope di Gabriel, arrivata in Italia a sorpresa dopo aver ricevuto la lettera nella quale lo specializzando le riferiva che in realtà è innamorato di Elisa e quindi annullava il matrimonio, gettando il medico nello sconforto, accentuato ancor di più dopo che la ragazza muore. Nel frattempo, le condizioni di Lorenzo sembrano migliorare e, poiché le bombole di ossigeno scarseggiano sempre di più e a causa di un discorso tenuto da Andrea a tutto lo staff del reparto basato su cosa vuol dire essere medici, decide di donare la sua bombola a Clara, una signora ricoverata nella sua stessa stanza rimasta senza ossigeno e che stava andando in asfissia. Carolina, in quel momento di guardia su di loro, ascolta la volontà di Lazzarini, e credendo che le sue condizioni lo consentissero, gli sottrae la bombola dandola così a Clara. Lorenzo, che aveva invece i parametri in calo, va in debito d'ossigeno, ha un arresto cardiaco e muore in pochi istanti senza riuscire a chiedere aiuto. La Fanti, dopo essersi allontanata dalla stanza per proseguire le visite, all'arrivo di altre bombole torna da lui per attaccargliene immediatamente una nuova, ma ormai è troppo tardi e ogni tentativo di rianimazione si rivela vano. La giovane, profondamente angosciata e logorata dai sensi di colpa per l'irreparabile accaduto, viene poi raggiunta e consolata dal padre, che si sobbarca l'ingrato compito di dire a Giulia ciò che è appena successo: la Giordano, dopo aver appreso la notizia, è distrutta e disperata, così come l'intero reparto, che, senza Lorenzo, non sarà mai più lo stesso. Intanto, Andrea è dilaniato a sua volta dai sensi di colpa perché, mentre avvenivano lo scambio di bombole e la successiva morte di Lorenzo, lui era in riunione telematica insieme ad Agnese e i vertici dell'ospedale con alcuni medici inglesi in merito a ciò che si può scoprire da un punto di vista clinico effettuando le autopsie sui corpi di coloro che sono deceduti a causa della COVID-19 (nel frattempo bloccate e vietate da un D.P.C.M.) in modo da potenziare e migliorare le cure per i pazienti affetti dal virus, ma in realtà doveva essere di guardia in reparto insieme a Carolina e quindi si attribuisce la colpa di ciò che è accaduto tanto quanto lei. Nonostante questo, però, decide di mentire sulle circostanze in cui è avvenuta la morte di Lorenzo, falsificandone addirittura la sut e dicendo di averlo trovato lui quando era già troppo tardi e omettendo lo scambio di bombole, per evitare che Carolina possa essere accusata di negligenza oltre che essere arrestata e radiata come medico: ecco spiegati i motivi dei suoi incubi ricorrenti. Nel corso dell'episodio viene finalmente svelato il significato della parola "cane blu", frase che Andrea e la sua squadra pronunciano nei momenti difficili per darsi forza. Si tratta di un pupazzo di un cane di colore blu, che un bambino, figlio di un paziente ricoverato in reparto, consegna a Riccardo ed egli lo porterà in stanza e lo metterà vicino al suo letto. La presenza del pupazzo darà supporto alla sua guarigione. 
- Altri interpreti: Gianmarco Saurino (Lorenzo Lazzarini), Massimo Rigo (Umberto Caruso), Lorenzo Frediani (Massimo Gentile), Michela Martini (Clara), Caterina Leporatti (figlia di Clara), Lem Teku (Natsinet), Giacomo Rossetto (Guido), Lucia Batassa (Luisa), Caterina Bussa D' Amico Montalto (Bianca, figlia di Teresa)
- Ascolti: telespettatori 6 149 000 – share 32,00%[5]

## Streghe
- Altri interpreti: Massimo Rigo (Umberto Caruso), Simone Gandolfo (Davide), Lorenzo Frediani (Massimo Gentile), Paola De Crescenzo (lavoratrice dei servizi sociali), Martina Cavazzana (Ambra Tadini), Sebastiano Gavasso (Filippo Tesei)

- Ascolti: telespettatori 6 768 000 – share 27,20%[6]

## Padri
- Altri interpreti: Massimo Rigo (Umberto Caruso), Lorenzo Frediani (Massimo Gentile), Simone Gandolfo (Davide), Federico Vanni (Saverio Morcelli), Alex Lorenzin (Claudio Morcelli), Paolo Giovannucci (padre di Damiano), Enzo Saturni (Daniele), Vittorio Ciardo (poliziotto), Ivan Zerbinati (maestro), Virgilio Mongelli (Manuel)

- Ascolti: telespettatori 6 370 000 – share 30,40%[6]

## Ragioni e conseguenze
- Altri interpreti: Massimo Rigo (Umberto Caruso), Paola De Crescenzo (lavoratrice dei servizi sociali), Simone Gandolfo (Davide), Susanna Acchiardi (Sabrina), Annalisa Insardà (Milena Bianchi), Diego Facciotti (Mauro), Paolo Giovannucci (padre di Damiano), Enzo Saturni (Daniele), Alice De Carlo (Susanna Lazzarini), Vittorio Ciardo (poliziotto), Virgilio Mongelli (Manuel)

- Ascolti: telespettatori 6 169 000 – share 25,60%[7]

## Gold standard
Mentre sono al convegno, Cecilia finisce a letto con Ruggero, un uomo sposato che ha un malore durante l'amplesso, e la donna chiede aiuto a Doc per portarlo in ospedale senza far trapelare le circostanze dell'incidente. Si scopre inoltre che l'uomo è il marito della segretaria del direttore Caruso, che nel frattempo decide di far iniziare la simulazione di primariato di Andrea proprio quel giorno. Improvvisamente avviene un blackout nell'ospedale che, seppur breve, mette fuori uso i sistemi informatici del Policlinico: ciò significa che non possono essere eseguiti gli esami più accurati, i cosiddetti Gold standards, tra cui TAC, PET e diagnostica avanzata. Doc decide comunque di continuare il primariato riorganizzando lo staff. Nel frattempo Gabriel è in procinto di partire e si reca da Lucia per comunicarle la notizia, ma la trova svenuta nel suo studio e la fa ricoverare. La donna accusa dolori allo stomaco, ma lei e soprattutto il compagno Domenico insistono per non trattenersi oltre, essendo in partenza per New York. Gabriel insiste per tenerla in osservazione in attesa di una TAC che potrebbe rilevare accuratamente un'appendicite, ma il brutto carattere di Domenico mette in difficoltà Gabriel e Doc. In particolare Gabriel disprezza il comportamento di Domenico, ma Elisa gli rivela che Lucia ha passato ben di peggio, essendo stata abusata sessualmente dal patrigno quand'era giovane. Alla fine riescono a effettuare una TAC, che conferma l'ipotesi di appendicite. Saputa la notizia da Elisa, un Gabriel rasserenato scoppia in lacrime. Riccardo e Alba si occupano di Olivia, neo-eletta sindaco di un comune sciolto per mafia, che accusa fitte allo stomaco e dolori lancinanti nel momento di muoversi. Riccardo intuisce che si tratti di nefroptosi, ma per verificarlo bisognerebbe farla alzare in piedi con conseguente dolore e Doc non vuole correre rischi, ma è Olivia stessa con grande coraggio ad alzarsi permettendo a Doc di confermare la diagnosi. Ruggero ha una crisi e perde i sensi. Doc aveva notato una differenza di pressione tra le due braccia, possibile segno di una dissezione dell'aorta, ma per procedere con l'intervento servirebbe una TAC, e in assenza di quella Edoardo non vuole mettersi a rischio in caso di imprevisti. Doc è quindi a un bivio, e lo stress lo porta a perdere inaspettatamente la calma: grazie all'aiuto di Giulia, decide di assumersi la responsabilità dell'intervento, che conferma la dissezione e che viene eseguito con successo. Carolina discute con Edoardo sul suo consumo di cocaina, e lo convince a smettere di drogarsi. Discutono quindi sulle conseguenze psicologiche che la pandemia ha avuto su entrambi, e Carolina si lascia scappare un dettaglio fondamentale sulla morte di Lorenzo che viene registrato da un investigatore privato, assunto dal direttore Caruso per sabotare la candidatura a primario di Doc (compresa la compromissione dei sistemi informatici). Doc prova a contattare Agnese, in vacanza con Davide e Manuel, ma non riceve risposta. Tornato al convegno, Cecilia gli propone di passare la notte insieme, ma lui rifiuta confessandole di essere ancora innamorato di Agnese.
- Altri interpreti: Massimo Rigo (Umberto Caruso), Davide Paganini (Ruggero), Simone Gandolfo (Davide), Roberta Caronia (Olivia), Alessia Giangiuliani (Costanza), David Sebasti (Domenico), Francesco Meola (Vincenzo), Virgilio Mongelli (Manuel)

- Ascolti: telespettatori 6 088 000 – share 29,70%[7]

## Così lontani, così vicini
- Altri interpreti: Massimo Rigo (Umberto Caruso), Massimiliano Caprara (padre di Matteo), Daniela Scarlatti (Eleonora), Maria Vittoria Dallasta (Ilaria), Vincenzo Albano (Corrado), Lorenzo Gioielli (Sergio), Roberto Nocchi (Matteo), Osas Imafidon (Amina)

- Ascolti: telespettatori 6 029 000 – share 25,00%[8].

## Senza nome
- Altri interpreti: Massimo Rigo (Umberto Caruso), Daniela Scarlatti (Eleonora), Lorenzo Gioielli (Sergio), Sara Paganelli (madre di Arianna), Oscar De Summa (padre di Arianna), Daisy Pieropan (Arianna), Alessandro Tocco (Ivano)

- Ascolti: telespettatori 5 433 000 – share 27,30%[8]

## Stigma
A un passo dal tornare primario, Doc vede crollare tutto: Cecilia lo ha denunciato per via della SUT falsificata di Lorenzo. Tutto il reparto di medicina interna non riesce a perdonare il gesto di Andrea, soprattutto Giulia. Agnese, venendo a sapere da Costanza (la segretaria di Caruso) del fatto che lui aveva portato a casa con sé uno dei computer dell'ospedale, chiede delucidazioni al direttore del reparto informatico, venendo così a sapere che il black-out veniva dall'esterno: intuendo quindi la verità, preferisce tacere per arrivare in fondo alla questione. Cecilia, dopo aver rimproverato ad Agnese il gesto di Andrea, viene a sapere da quest'ultima che Andrea ha mentito per proteggere la figlia e che Caruso ha fatto di tutto per impedire ad Andrea di tornare primario, arrivando perfino a sabotare l'ospedale, mettendo in pericolo la vita di molti pazienti. Addolorata, Cecilia decide di interrogare Andrea per sapere la verità da lui, ma Andrea continua ad aggirare le sue domande, Cecilia però intuisce lo stesso la verità. Nel frattempo, viene ricoverato un giovane militare in preda a una sindrome inspiegabile e che poi si scopre essere affetto della malattia di Hansen. 
- Altri interpreti: Massimo Rigo (Umberto Caruso), Lorenzo Frediani (Massimo Gentile), Gigio Morra (paziente), Orlando Cinque (paziente), Alessia Giangiuliani (Costanza), Guido Roncalli (dottor Novi), Vittorio Ciardo (poliziotto), Jasmin Abate (paziente), Federico Pasquali (paziente), Cristina Pasino (paziente), Sergio Tardioli (paziente), Filippo Giacomelli (paziente), Davide Strava (Alessio)

- Ascolti: telespettatori 6 722 000 – share 28,4%[9].

## Mutazioni
A causa di un nuovo batterio diffusosi in reparto, tutto il personale sanitario è costretto a una quarantena forzata. La Tedeschi ordina a Giulia di somministrare ai pazienti due antibiotici cui il batterio è parzialmente sensibile, ma la somministrazione si rivela inutile. Nel frattempo Cecilia, avendo intuito la verità, decide di aiutare Agnese e con la complicità di Costanza le due donne riescono a far allontanare Caruso dal suo ufficio permettendo così ad Agnese di copiare il contenuto del suo computer in un hard disk. L'operazione va a buon fine e le due riescono a consultare l'archivio delle mail del direttore sanitario, che però sembra pulito, finché Cecilia non ricorda che quando era diventata primario, desiderosa di attrezzare l'ospedale per la lotta al virus, su consiglio di Caruso si rivolgeva sempre e solo alla “PNS DIAGNOSTICA”, scoprendo così che non era l'eroina che credeva di essere, ma la gallina dalle uova d'oro di Caruso. Consultando il sito della società, le due donne scoprono il volto del complice di Caruso e la sede della “PNS DIAGNOSTICA”, cosa che fa insospettire Agnese perché era presso di loro che ordinava le bombole di ossigeno durante l'emergenza Covid. Nel frattempo la situazione nel reparto peggiora, e Doc, per cercare di salvare il maggior numero di vite possibili, ricorda che il batterio con cui hanno a che fare è vulnerabile ai vecchi antibiotici, e così propone di somministrare ai malati un vecchio antibiotico che veniva utilizzato contro la tubercolosi, ma molto pericoloso perché come effetto collaterale potrebbe causare un'intossicazione epatica grave: non avendo altra scelta, Giulia, dopo qualche perplessità, accetta. Tra i pazienti ricoverati c'è anche Riccardo, che dopo essere stato accudito tutta la notte da Alba, grazie all'antibiotico suggerito da Andrea si risveglia. Nel frattempo, però, avendo accudito Riccardo tutto il tempo, è stata contagiata anche Alba e le sue condizioni appaiono pessime fin da subito. La ragazza riesce a guarire dal batterio, ma le sue condizioni si aggravano nuovamente poco dopo per via dell'antibiotico, che ha prodotto proprio su di lei gli effetti collaterali al fegato. La situazione precipita radicalmente e, dopo un rapido e ultimo saluto ai suoi colleghi e a Riccardo, la ragazza si spegne nella disperazione generale. Giulia, nel frattempo, comprendendo le ragioni che hanno portato Lorenzo a sacrificarsi, perdona Doc, ma Carolina, incapace di portare ancora il segreto, confessa che è stata lei, e non Andrea, a staccare la bombola di ossigeno a Lorenzo per darla alla sua vicina di letto. Distrutta, la ragazza è pronta a cambiare ospedale, ma Giulia e l'intero reparto la perdonano e la riaccolgono. Ora che l'emergenza è finita, Caruso dispone l'arresto di Andrea e l'interrogatorio dell'intero reparto per complicità. Carolina confessa, ma non viene creduta, così l'intero reparto afferma di sapere tutto fin dall'inizio, cosa che Caruso trova inutile, affermando che ne avrebbero risposto tutti. In quel momento un ispettore della polizia accompagnato da Agnese entra in ospedale per prelevare il direttore sanitario. Infatti, Cecilia e Agnese lo hanno denunciato per la sua complicità con la “PNS DIAGNOSTICA” nel black-out informatico e nel volontario ritardo nella consegna delle bombole di ossigeno durante l'emergenza per speculare sul prezzo, costringendo i medici del reparto di medicina interna a dividere poche bombole tra molti pazienti. Messo all'angolo, Caruso getta la maschera e si vanta alla presenza di tutti i medici che il bene più costoso è la salute e che sono quelli come lui che sostengono i medici, dimostrando così che le accuse mosse contro di lui sono fondate. Gabriel ed Elisa, intanto, si ricongiungono e si sposano. Andrea torna in reparto come primario, pronto ad accogliere i nuovi specializzandi.
- Altri interpreti: Massimo Rigo (Umberto Caruso), Lorenzo Frediani (Massimo Gentile), Gigio Morra (paziente), Alessia Giangiuliani (Costanza), Guido Roncalli (dottor Novi)

- Ascolti: telespettatori 6 327 000 – share 33,47%[9]